# Emesis vulpina
Emesis vulpina is een vlindersoort uit de familie van de prachtvlinders (Riodinidae), onderfamilie Riodininae.
Emesis vulpina werd in 1886 beschreven door Godman & Salvin.